# Dubielno (powiat świecki)
Dubielno – wieś w Polsce, położona w województwie kujawsko-pomorskim, w powiecie świeckim, w gminie Jeżewo.
W latach 1975–1998 wieś należała administracyjnie do województwa bydgoskiego. Według Narodowego Spisu Powszechnego (III 2011 r.) liczyła 176 mieszkańców. Jest ósmą co do wielkości miejscowością gminy Jeżewo.

## Integralne części wsi
| SIMC    | Nazwa        | Rodzaj    |
| ------- | ------------ | --------- |
| 0087350 | Sarnowo      | część wsi |
| 0087366 | Wilcze Błota | część wsi |

## Historia
Dubielno to kociewska wieś. Pierwsza historyczna nazwa pochodzi z 1823 i została zapisana jako Dubellno (język niemiecki). Następne to: Dubielno (1879), Dubellno-Wolfsbruch (Dubielno-Wilcze Błota, 1881). Nazwa wsi jest nazwą topograficzną z formantem „-no”, prawdopodobnie pochodzi od nazwy ryby „dubiel” (Carpio collari). Nazwa Dubielno-Wilcze Błota to zestawienie powstałe przez rozszerzenie niemieckiej nazwy wsi sąsiedniej.
Początki wsi wiążą się z reformą agrarną, którą na terenie dzisiejszej gminy Jeżewo władze pruskie rozpoczęły w 1820. W 1823 na rozparcelowanych dobrach majątku Taszewo zaczęła powstawać wieś Dubielno. W połowie XIX wieku w pobliżu Dubielna rozwijały się osady: Wolfsbruch i Rehdorf (Sarnowo). Ważnym wydarzeniem dla mieszkańców wsi było uruchomienie w 1879 linii kolejowej Laskowice Pomorskie - Grudziądz i usytuowanie w Dubielnie stacji kolejowej oraz agendy pocztowej. Zapewne na początku lat osiemdziesiątych XIX stulecia Dubielnu nadano status gminy jako Dubellno-Wolfsbruch.
Pierwsze informacje o obszarze wsi pochodzą z 1823 i podają, że areał osady liczył 1075 mórg (około 269 ha), w 1885 gmina Dubielno-Wilcze Błota miała 414 ha. Pierwsze dane liczbowe o mieszkańcach wsi pochodzą z 1885 i podają, że w Dubielnie, Wilczym Błocie i Sarnowie żyło 513 mieszkańców. Pod względem wiary dominowała ludność wyznania ewangelickiego (głównie Niemcy): 446, katolików było 61, a wyznawców judaizmu: 6 (1885). W okresie międzywojennym nastąpił dalszy wzrost ludnościowy wsi, w 1939, przed wybuchem wojny, w sołectwie Dubielno żyło 617 mieszkańców, głównie Polaków (496), mniejszość niemiecka liczyła 121 osób. W latach sześćdziesiątych XIX wieku uruchomiono we wsi szkołę. W 1904 uczęszczało do niej 105 dzieci. W 1906 postawiono w Dubielnie nowy, murowany budynek szkolny, który przetrwał do dziś (pełni obecnie funkcje mieszkaniowe).
23 kwietnia 2019 w pobliżu miejscowości spłonęło 40 ha lasu. Z pożarem walczyło 68 zastępów straży pożarnej (260 strażaków) z użyciem sprzętu lotniczego.